# Malý svědek
Malý svědek je americký hraný film z roku 2001. Natočil jej režisér Harold Becker (jeho poslední film) podle scénáře Lewise Colicka. Hlavní roli stavitele lodí Franka Morrisona, který se nedávno rozvedl se svou manželkou Susan (Teri Polo), ztvárnil John Travolta. Susan se znovu provdala, a to za Ricka Barnese (Vince Vaughn), což těžce nese syn Franka a Susan, dvanáctiletý Danny (Matt O'Leary). Autorem hudby k filmu je Mark Mancina. Jednu roli ve filmu měl také Steve Buscemi. Ten se při natáčení připletl do rvačky v baru (mezi Vincem Vaughnem, scenáristou Scottem Rosenbergem a místním mužem Timothym Fogertym, který roztržku údajně vyvolal) a vyvázl z ní s roztrženým obličejem.